# Prędkość dopuszczalna
Prędkość dopuszczalna (Prędkość VNE, ang. never exceed velocity) – największa chwilowa prędkość powietrzna, do rozwijania jakiej jest przystosowany dany statek powietrzny w locie w spokojnej atmosferze. 
Przekroczenie tej prędkości może spowodować wystąpienie flatteru lub innego rodzaju naprężeń niebezpiecznych dla konstrukcji statku.

## Dodatkowe ograniczenia prędkości maksymalnej
Z prędkością dopuszczalną związane są jednak zwykle dodatkowe ograniczenia.
Gdyby statek powietrzny, poruszając się z prędkością bliską VNE, napotkał nagły podmuch wiatru lub turbulencję, suma prędkości powietrznej i prędkości podmuchu mogłaby przekroczyć prędkość dopuszczalną. Stąd też, rozwijanie prędkości bliskich VNE jest dopuszczalne tylko w atmosferze spokojnej, a dla warunków niespokojnych określa się tzw. VB czyli prędkość maksymalną w atmosferze burzliwej.
Drugim ograniczeniem przy prędkościach bliskich VNE jest sposób użytkowania statku. Prędkość ta określa dopuszczalną prędkość maksymalną w locie prostym lub z niewielkimi zmianami kierunku lotu. Gwałtowne zmiany kierunku lotu w okolicach VNE są niewskazane, jako że przeciążenia na konstrukcji statku mogłyby przekroczyć jego wytrzymałość. Prędkość, dla której możliwe jest sterowanie pełnymi wychyleniami sterów, to prędkość brutalnego sterowania, którą określa się symbolem VA. W zakresie prędkości pomiędzy VA i VNE ruchy sterami, a zarazem wykonywane manewry, muszą być odpowiednio łagodniejsze.